# Slovenska popevka 1979
Slovenska popevka 1979 je potekala v ljubljanski Hali Tivoli od 18. do 20. oktobra pod imenom Dnevi slovenske zabavne glasbe – Ljubljana '79. Prireditev so vodili Milanka Bavcon, Vili Vodopivec, Nataša Dolenc in Sandi Čolnik.

## Potek festivala
Prvi večer je bil na sporedu »retrospektivni koncert slovenskih popevk v obnovljenih aranžmajih«. Nastopili so Marjana Deržaj (Vozi me vlak v daljave, Orion), Neca Falk (Kako sva si različna), Alfi Nipič (Kako sva si različna, Malokdaj se srečava), Pepel in kri (Ptičje strašilo, Na vrhu nebotičnika), Lado Leskovar (En gvažek), Strune in Rafko Irgolič (Zvončki in trobentice), Braco Koren (Ura brez kazalcev), Majda Sepe (Poslednja postaja), Meri Avsenak (Pomlad), Edvin Fliser (Čas selitve), Jelka Cvetežar (Ko boš prišla na Bled), Jožica Svete (Spomin), Elda Viler (Včeraj, danes, jutri).
Drugi večer je bil posvečen pesmim svobodnih oblik (šansonom). Predstavilo se je 11 novih šansonov, ki se niso borili za nagrade.
Tako prvi kot drugi večer so se v drugem delu programa predstavile nove popevke, ki jih je bilo 17. Tudi tokrat so se festivala udeležili pevci iz tujine in drugih jugoslovanskih republik, ki so peli v alternaciji s slovenskimi izvajalci. Tretji večer so izvedli vse nagrajene popevke. Vse tri večere je pevce spremljal Revijski orkester RTV Ljubljana, ki so mu dirigirali Mojmir Sepe, Jože Privšek, Ati Soss, Mario Rijavec, Bojan Adamič in Dečo Žgur.

## Popevke

### Nastopajoči
I. večer
| #  | Slovenska izvedba          | Tuja izvedba                                 | Naslov pesmi            | Avtor glasbe       | Avtor besedila  | Avtor aranžmaja   |
| -- | -------------------------- | -------------------------------------------- | ----------------------- | ------------------ | --------------- | ----------------- |
| 1. | Jutro                      | Grażyna Świtała (Poljska)                    | Na deželo               | Zoran Crnkovič     | Zoran Crnkovič  | Jutro             |
| 2. | Alenka Pinterič            | Tony Kenny (Irska)                           | Nepoznani               | Jani Golob         | Elza Budau      | Jani Golob        |
| 3. | Janko Ropret & ženski zbor | Ljupka Dimitrovska & Ivica Šerfezi (Hrvaška) | In oči zapreš           | Vasko Repinc       | Duša Repinc     | Mojmir Sepe       |
| 4. | Meri Avsenak               | Paula Koivuniemi (Finska)                    | Ste poznali tisto Meto? | Bojan Adamič       | Dušan Bižal     | Bojan Adamič      |
| 5. | Prizma                     | Gino D'Eliso (Italija)                       | Od enih do treh         | Danilo Kocjančič   | Drago Mislej    | Dečo Žgur, Prizma |
| 6. | Ivo Mojzer                 | Magda Medvedová (Češka)                      | Bara-bla-bla            | Silvester Mihelčič | Toni Gašperič   | Ati Soss          |
| 7. | Alfi Nipič                 | Jackie (Irska)                               | Stara domačija          | Milan Ferlež       | Alfi Nipič      | Milan Ferlež      |
| 8. | Pepel in kri               | Marijan Miše (Hrvaška)                       | Pesem za dinar          | Tadej Hrušovar     | Dušan Velkaverh | Dečo Žgur         |

II. večer
| #  | Slovenska izvedba | Tuja izvedba                     | Naslov pesmi               | Avtor glasbe     | Avtor besedila   | Avtor aranžmaja |
| -- | ----------------- | -------------------------------- | -------------------------- | ---------------- | ---------------- | --------------- |
| 1. | Tatjana Dremelj   | Enzo Gusman (Malta)              | Ne dam ti srca             | Franc Avsenek    | Elza Budau       | Jože Privšek    |
| 2. | Edvin Fliser      | Nana Gualdi (Zahodna Nemčija)    | Ladja moja zdaj odplula bo | Boris Kovačič    | Alfi Nipič       | Mario Rijavec   |
| 3. | Marjetka Falk     | Jenny Sorrenti (Italija)         | Ljubimec moj               | Andrej Pompe     | Daniel Levski    | Jani Golob      |
| 4. | Prah              | Beáta Karda (Madžarska)          | Če hočeš vsem dobro        | Miha Kralj       | Dušan Bižal      | Miha Kralj      |
| 5. | Ditka Haberl      | (Dado Topić, Hrvaška)            | Kaj je sreča               | Geza Karlatec    | Branko Šömen     | Janez Gregorc   |
| 6. | Aleksander Mežek  | Danny Street (Velika Britanija)  | Ko sem imel 16 let         | Aleksander Mežek | Aleksander Mežek |                 |
| 7. | Branka Kraner     | Peter Gordeno (Velika Britanija) | Vse te čaka                | Jure Robežnik    | Daniel Levski    | Jure Robežnik   |
| 8. | Moni Kovačič      | Karat (Vzhodna Nemčija)          | Ognjemet                   | Mojmir Sepe      | Igor Torkar      | Mojmir Sepe     |
| 9. | Tomaž Domicelj    | Srđan Marjanović (Srbija)        | Avtomat                    | Tomaž Domicelj   | Tomaž Domicelj   | Tomaž Domicelj  |

1. ↑  Skladbo Kaj je sreča bi moral v alternaciji zapeti Dado Topić, vendar je v zadnjem trenutku sodelovanje odpovedal, tako da jo je zapela samo Ditka Haberl.

### Seznam nagrajencev
Nagrade občinstva
- 1. nagrada: Avtomat Tomaža Domicelja (glasba in besedilo) v izvedbi Tomaža Domicelja v alternaciji s Srđanom Marjanovićem
- 2. nagrada: Kaj je sreča Geze Karlatca (glasba) in Branka Šömna (besedilo) v izvedbi Ditke Haberl
- 3. nagrada:

- Ljubimec moj Andreja Pompeta (glasba) in Daniela Levskega (besedilo) v izvedbi Marjetke Falk v alternaciji z Jenny Sorrenti
- Pesem za dinar Tadeja Hrušovarja (glasba) in Dušana Velkaverha (besedilo) v izvedbi skupine Pepel in kri v alternaciji z Marijanom Mišejem

Nagrade mednarodne žirije
- 1. nagrada: Pesem za dinar Tadeja Hrušovarja (glasba) in Dušana Velkaverha (besedilo) v izvedbi skupine Pepel in kri v alternaciji z Marijanom Mišejem
- 2. nagrada: Ognjemet Mojmirja Sepeta (glasba) in Igorja Torkarja (besedilo) v izvedbi Moni Kovačič v alternaciji s skupino Karat
- 3. nagrada: Ljubimec moj Andreja Pompeta (glasba) in Daniela Levskega (besedilo) v izvedbi Marjetke Falk v alternaciji z Jenny Sorrenti

Nagrade revije Stop
- Zlata plaketa (kitara): Pesem za dinar Tadeja Hrušovarja (glasba) in Dušana Velkaverha (besedilo) v izvedbi skupine Pepel in kri v alternaciji z Marijanom Mišejem
- Srebrna plaketa: Ognjemet Mojmirja Sepeta (glasba) in Igorja Torkarja (besedilo) v izvedbi Moni Kovačič v alternaciji s skupino Karat
- Bronasta plaketa: Ljubimec moj Andreja Pompeta (glasba) in Daniela Levskega (besedilo) v izvedbi Marjetke Falk v alternaciji z Jenny Sorrenti

Nagrada za najboljše besedilo
- Dušan Velkaverh za pesem Pesem za dinar

Nagrada za najboljši aranžma
- Janez Gregorc za pesem Kaj je sreča

## Pesmi svobodnih oblik – šansoni
| #   | Izvajalec      | Naslov pesmi               | Avtor glasbe   | Avtor besedila  |
| --- | -------------- | -------------------------- | -------------- | --------------- |
| 1.  | Karli Arhar    | Zdomčeva pesem             | Marjan Golob   | Miroslav Slana  |
| 2.  | Eva Sršen      | Sodobna pravljica          | Eva Sršen      | Eva Sršen       |
| 3.  | Gregor Strniša | Ti ne ljubiš me            | Gregor Strniša | Sergej Jesenin  |
| 4.  | Nada Žgur      | Pridi                      | Dečo Žgur      | Saša Vegri      |
| 5.  | Lado Leskovar  | Črna plesalka              | Matjaž Jarc    | Lado Leskovar   |
| 6.  | Ditka Haberl   | Boter                      | Mojmir Sepe    | Dušan Velkaverh |
| 7.  | Elda Viler     | Včasih                     | Milan Ferlež   | Elza Budau      |
| 8.  | Peter Meze     | Potepuh                    | Jani Golob     | Gregor Strniša  |
| 9.  | Marjana Deržaj | Na poročni dan             | Lado Rebrek    | Elza Budau      |
| 10. | Majda Sepe     | Šanson o staranju          | Jure Robežnik  | Igor Torkar     |
| 11. | Andrej Šifrer  | Vse manj je dobrih gostiln | Andrej Šifrer  | Andrej Šifrer   |

Nastopiti bi moral tudi Janez Hočevar - Rifle s šansonom Večno drugi Deča Žgurja (glasba) in Toneta Fornezzija (besedilo).